# شانغهاي
شانغهاي وأحياناً شنغهاي (بالصينية: 上海 = shànghǎi = فوق البحر) أكبر مدن الصين من حيث تعداد السكان، وعاصمة البلاد الاقتصادية. إدارياً، تعتبر «شانغهاي» إحدى البلديات المركزية الأربع في البلاد (راجع: «التقسيمات الإدارية في الصين»). تقع في وسط ساحل بر الصين وعند مصب نهر اليانغتسي، وتتمتع بموقع جغرافي متميز جعل منها مرفأً تجارياً مهماّ وإحدى أكبر أقطاب الصناعة في البلاد.

## السكان
بلغ عدد السكان في شنغهاي الكبرى 31.300.000 نسمة عام 2003 م -حوالي 16.500.000 نسمة بدون عد سكان الضواحي-. يتجمع هذا العدد في مساحةٍ لا تتجاوز الـ82.000 كلم² (الكثافة السكانية 2588 ن/كلم2). وتتواجد في المدينة أكثر من 4500 ناطحة سحاب، يبلغ ارتفاع أعلاها 488 متراً.

## التاريخ

### الهيمنة الأجنبية
أُسِسَتْ القرية الصغيرة في القرن الحادي عشر، وغلب عليها نشاط الصيد البحري. وحتى القرن الثامن عشر، لم يكن لها شأنٌ يُذكر في تاريخ البلاد. في عام 1842، وبعد «إتفاقية نانكين»، بدأت المدينة عهداً جديد مع انفتاحها على التجارة الخارجية. وضعت الاتفاقية الموقعة حداً لحروب الأفيون بين بريطانيا الصين، أصبحت «شانغهاي» منطقة امتيازات بريطانية. ثم تحصّلت دول أخرى كـ«فرنسا» والولايات المتحدة على امتيازات مماثلة في المدينة. شجع هذا المناخ العديد من البنوك والشركات التجارة العالمية على الاستقرار في هذه المنطقة الخاصة التي كانت تقع تحت الإدارة الغربية. عام 1857 م حصلت بريطانيا على حق الإبحار في نهر «يانغتسي»، عرفت التجارة في شانغهاي ازدهارا حقيقيا، وأصيح ميناؤها من أنشط الموانئ في الصين. كانت تمر عبره ربع (1/4) التجارة البحرية الصينية. تدفقت الأصول الأجنبية على الصناعة المحلية، كانت اليد العاملة الرخيصة والوفيرة من أهم الأسباب في ذلك.
كما أن الحرب اليابانية الصينية الأولى التي انتهت بتوقيع معاهدة شيمونوسيكي أدت إلى تدخل اليابان كقوة أجنبية جديدة في شانغهاي، حيث بنت اليابان أوائل المصانع في شانغهاي.

### السيادة الصينية

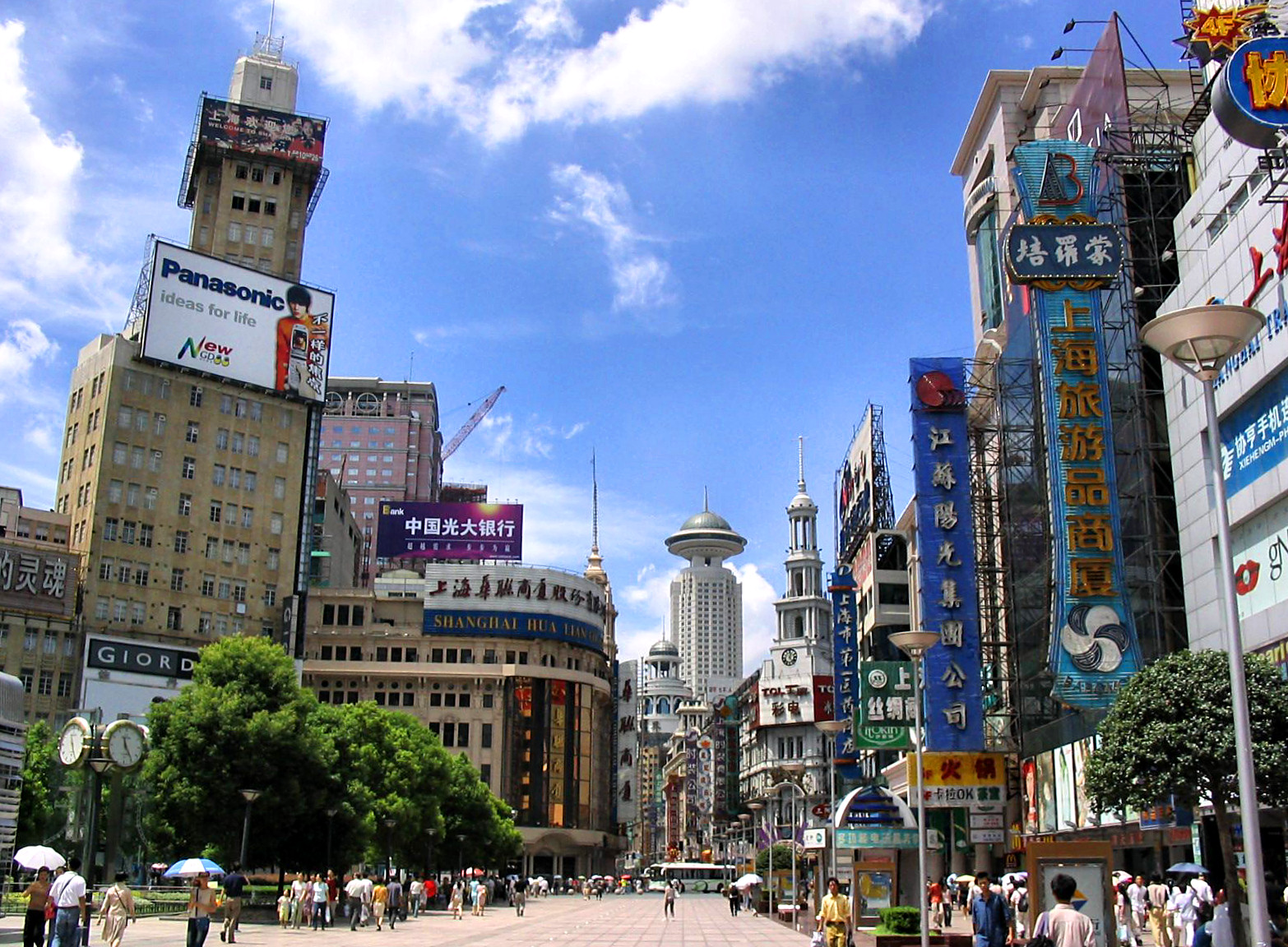
"شانغهاي: شارع نانجنغ، أحد أنشط الشوارع التجارية في العالم"

كان الصينيون تواقون للتخلص من الهيمنة الأجنية على المدينة. عرفت «شانغهاي» نشاطات سياسية مكثقة، عقد فيها أول مؤتمر للحزب الشيوعي الصيني (1921 م). عام 1927 م قامت الجيوش الوطنية بقيادة «جيانغ جيشي» بالاستيلاء على المدينة، وتم وضعها تحت إدراة حكومة «غيومندانغ» (أول حكومة وطنية بعد إسقاط حكم سلالة «تشنغ» سنة 1911 م)، قام هؤلاء بحملة لطرد الشيوعيين من المدينة.
وقعت تحت الاحتلال الياباني ما بين 1937-1945 م، ثم استرجعتها الصين بعد نهاية الحرب العالمية الثانية. تخلت كل من بريطانيا، فرنسا والولايات المتحدة عن امتيازاتها في المدينة. قامت القوات الشيوعية بالاستيلاء عليها (1949 م).

### الانطلاقة الجديدة
بعد مرحلة من الركود، عرفت «شانغهاي» ومنذ خمسينيات القرن العشرين حيويةً جديدةً أعادت إليها دورها الريادي. شاركت المدينة في «الثورة الثقافية الصينية» وأصبح للجيش الدور المهيمن على الاقتصاد والسياسة فيها. أعيدت تنصيب حكومة مدنية عام 1979. شُرِع في إصلاحات اقتصادية (سنوات الثمانينات) وزاد بفضلها الإنتاج الصناعي، ثم ومنذ 1990 أطلقت الحكومة المركزية يد الحكومة المحلية في تطوير المدينة وجلب المزيد من الاستثمارات إليها (للحد من هيمنة هونغ كونغ على المنطقة). بُدِء في بناء المنشآت المدنية الحديثة (طرق سريعة، جسور، قطار الأنفاق) للدفع بعملية التنمية فيها.

## العمران
تعتبر شانغهاي مدينة حديثة، ويتجلى ذلك في هندسة مبانيها، على غرار البنوك، مباني المكاتب ومقرات الشركات العالمية. تزخر بالعديد من المعالم السياحية والثقافية: «حديقة يو» (أو «يويوان» ومعناها حديقة البهجة، وتعود إلى القرن الـ16 م إلا أنه أعيد ترميمها عام 1956 م)، «حديقة سحب الخريف القرمزية» (أو الأرجوانية)، والتي شيدت أثناء عهد سلالة «منغ» (1368-1644 م)، حديقة «هونغ كو» ومعبد بوذا المصنوع من اليشب، ويضم المقام تمثالين من اليشْب الأبيض لبوذا، قام أحد الرهبان البوذيين باستقدامها من بيرمانيا (ميانمار اليوم) أثناء إحدى رحلاته عام 1882 م.
على أكثر الأمكنة ارتيادا هو «متنزه تشونغشان»، والذي يقع بمحذاة جادة بوند (شارع عريض) الممتدة على طول نهر «هوانغبو»، وتكثر في المنطقة الحدائق والمباني القديمة ذات النمط الأوروبي، وقد شيد معظمها ما بين نهاية القرن الـ19 وبدايات القرن الـ20.

## المدينة
يقع مركز في (قلب المدينة) شانغهاي وسط ما يعرف إداريا بـ«بلدية شانغهاي المركزية»، ويعيش فيها (باحتساب الضواحي) حوالي 13 مليون نسمة. ويمكن تقسميها إلى ثلاث مناطق متباينة:
- المدينة الأجنبية: إلى الشمال من المدينة، وفيها يقع قلب شنغهاي النابض عند تقاطع «جادة بوند» مع «شارع نان ينغ». وتمتد «جادة بوند» (جادة: شارع عريض) على طول نهر «هوانغبو»، وتوجد على أحد جانبيه ناطحات سحاب صينية بنيت في العشرينيات من القرن العشرين. كما يوجد في جانبه الآخر حدائق عامة وتتوالى خلف الحدائق على طول النهر أرصفة الميناء وأحواض السفن، تتواجد المحلات والمطاعم بكثرة على طول «شارع نان ينغ»، ويوجد أيضًا على هذا الشارع ميدان بريطاني قديم لسباق الخيل تَمَّ تحويله إلى ملعب رياضي. وتكثر ناطحات السحاب في هذا الحي. حلت العائلات الصينية محل الأجانب ويتجمع هؤلاء في مناطق سكنية خاصة.
- المدينة الصينية: كانت دوما مأهولة بالصينيين (على عكس المدينة الأجنبية)، يقع جنوبي المدينة الأجنبية. وتكثر فيها المباني السكنية وتجارية والشوارع فيها ضيقة ومُتعرجة (على النمط الصيني القديم).
- الضواحي: لحل مشكلة الاكتظاظ، قامت الحكومة الصينية في الخمسينيات من القرن الـ20 ببناء 11 ضاحية حول المدينة القديمة، وتحتوي هذه الضواحي على شقق سكنية ومصانع ومزارع ومدارس ومحلات تجارية.

## الاقتصاد
نظرا لأنها قاعدة صناعية شاملة وأكبر الموانئ في الصين، تحتل مدينة «شانغهاي» مكانة هامة في اقتصاد البلاد. ومن صناعاتها الرئيسية التعدين وصناعة الآلات والسفن والكيماويات والإلكترونيات والمقاييس والصناعة الخفيفة والغزل والنسيج.. إلخ. كما تعرف التجارة والأعمال المصرفية وخدمات النقل البحري حركة كبيرة أيضا.

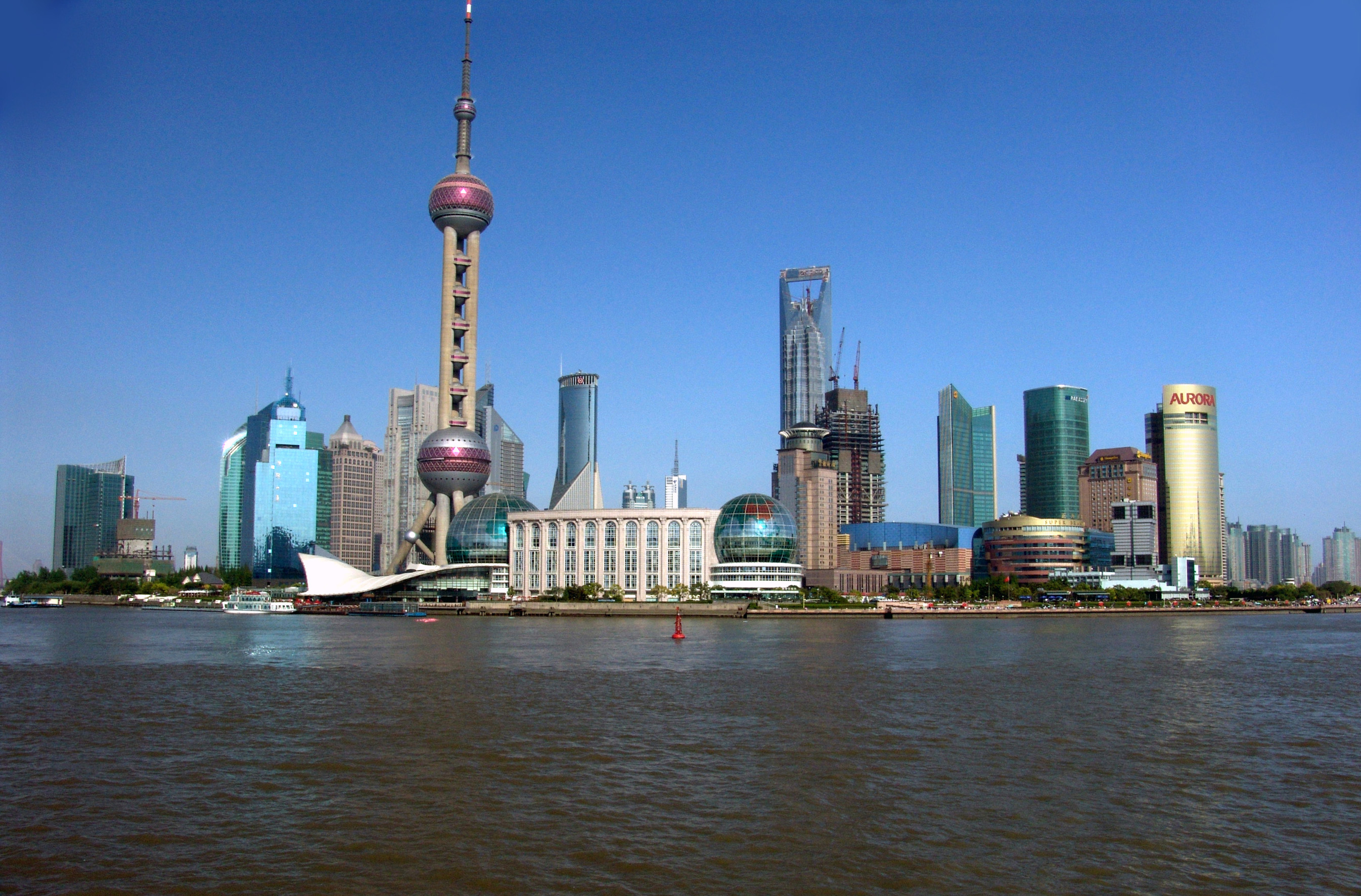
"ناطحات السحاب في حي بودونغ في شانغهاي ويظهر في الصور مبنى "بودونغ" المتميز، والذي يعد أعلى المباني في المدينة"

يقع حي «بودونغ» الجديد والذي يبعد عن أحياء مدينة شانغهاي القديمة على الضفة الأخرى من «نهر هوانغبو». وتهدف الحكومة الصينية إلى تنمية حي بودونغ الجديد ثم فتحه على العالم الخارجي، وتتوقع أن يتحول إلى أهم المناطق الاقتصادية على المستوى العالمي والقلب النابض للمدينة. ويتوقع الخبراء أن تصبح مدينة شانغهاي في خلال بضعة سنوات من أكبر مراكز الاقتصاد والمال والتجارة في العالم.

## معرض صور

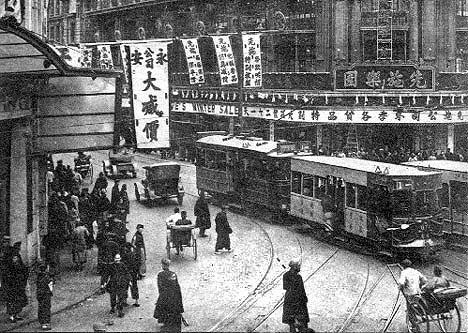
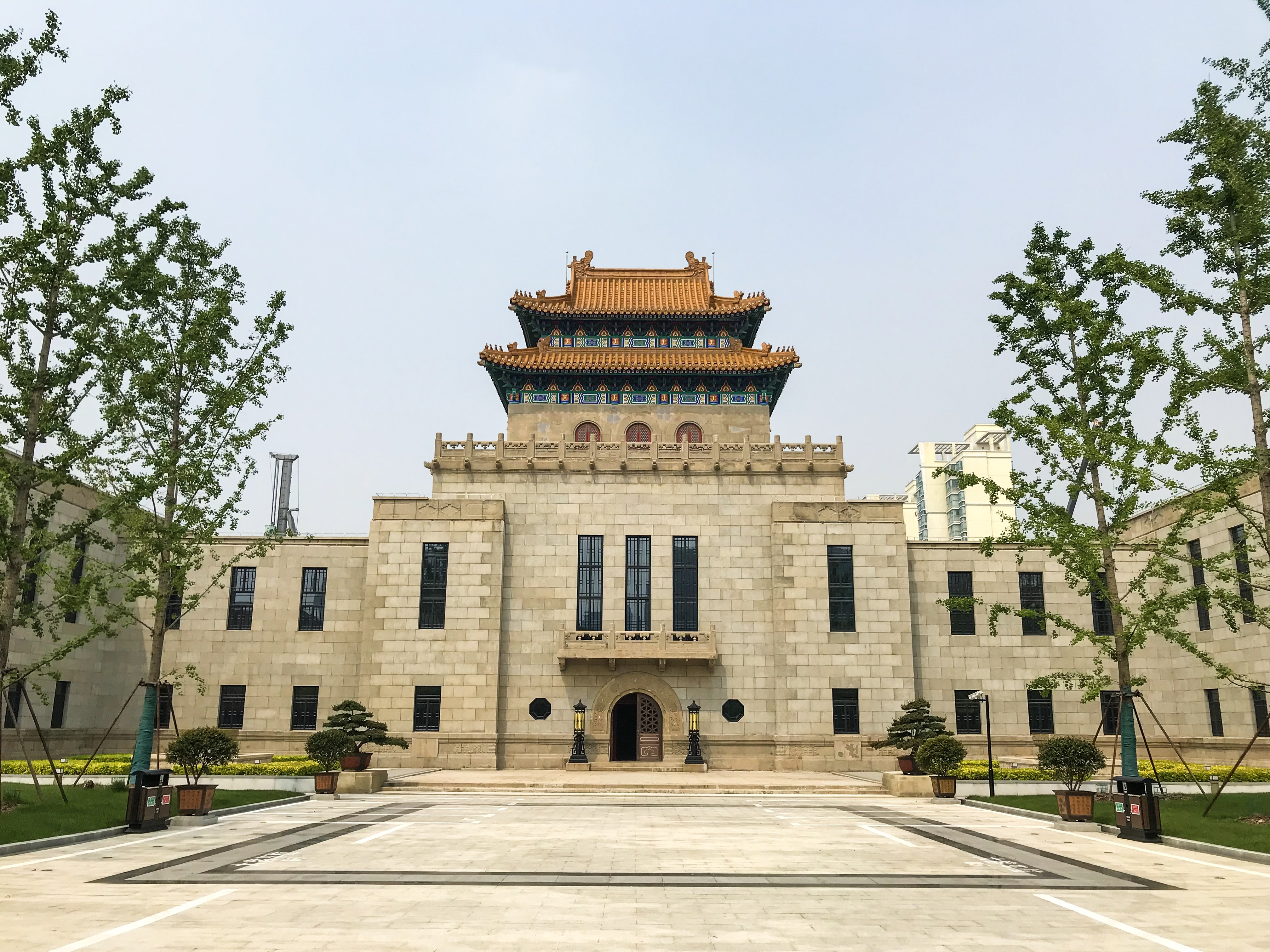
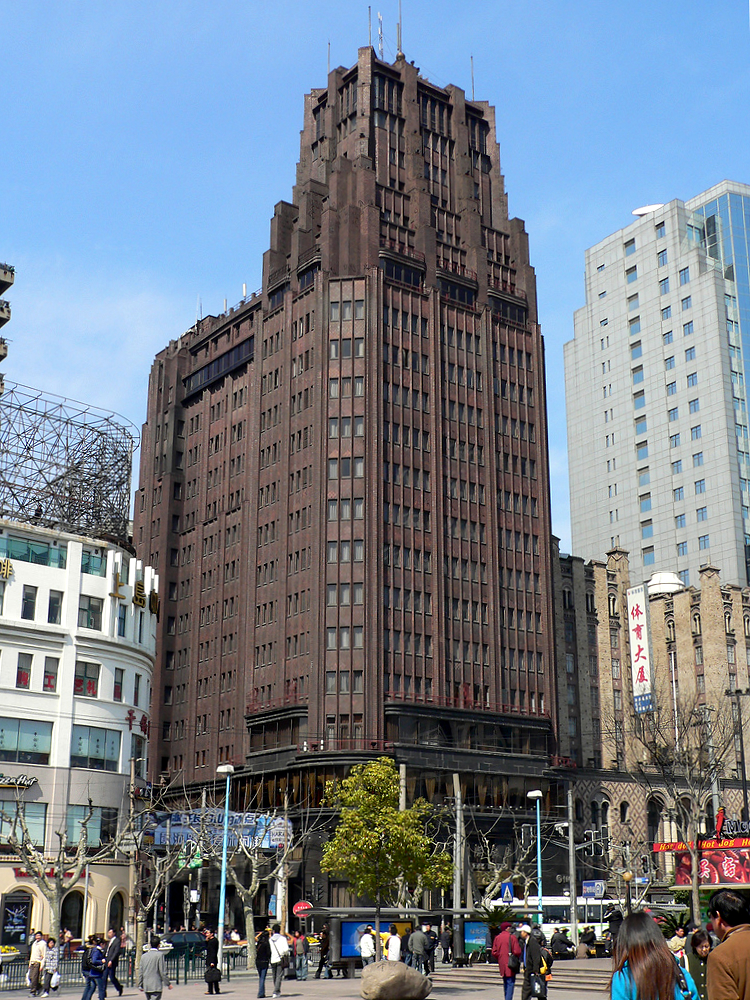
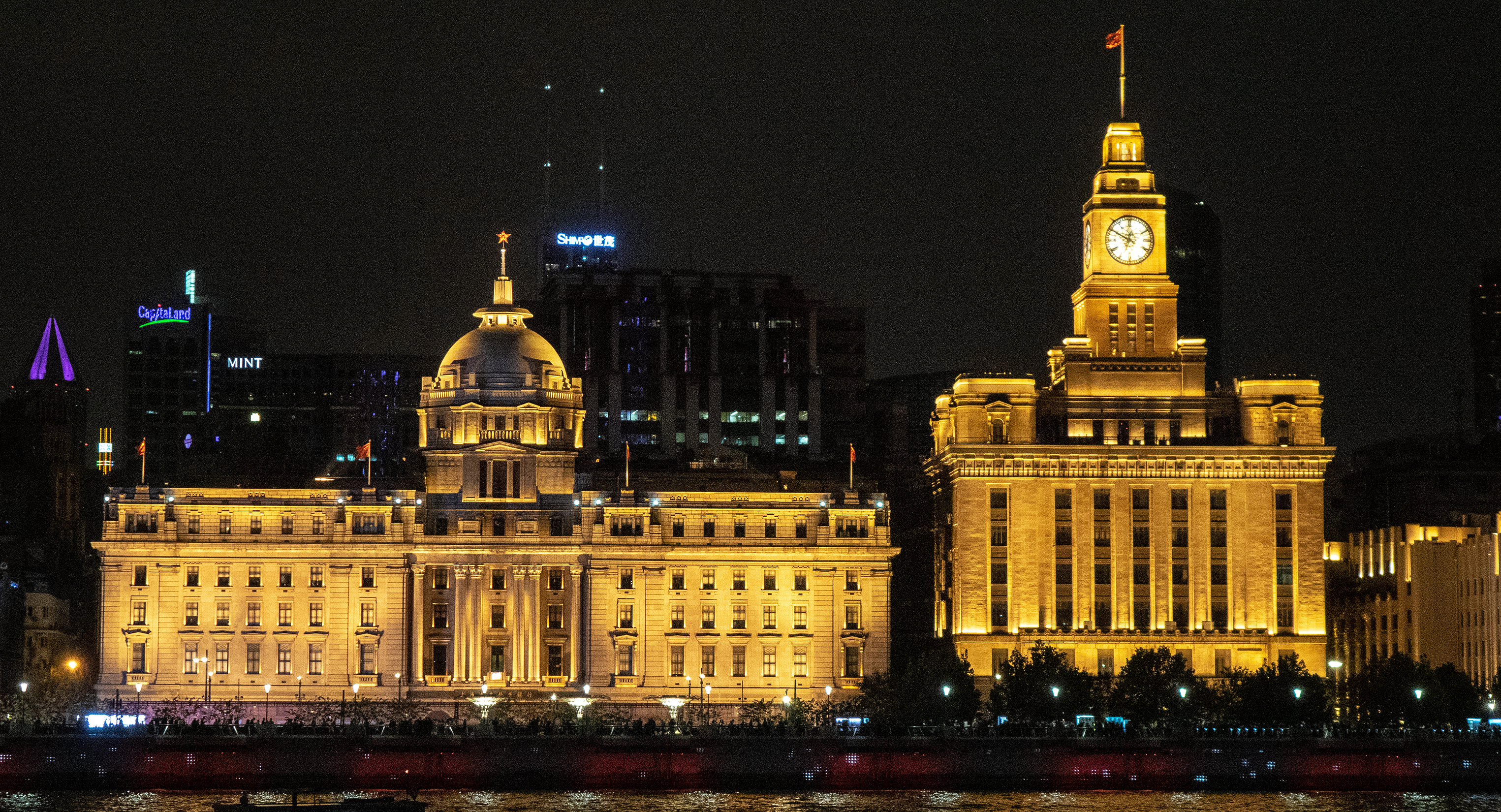
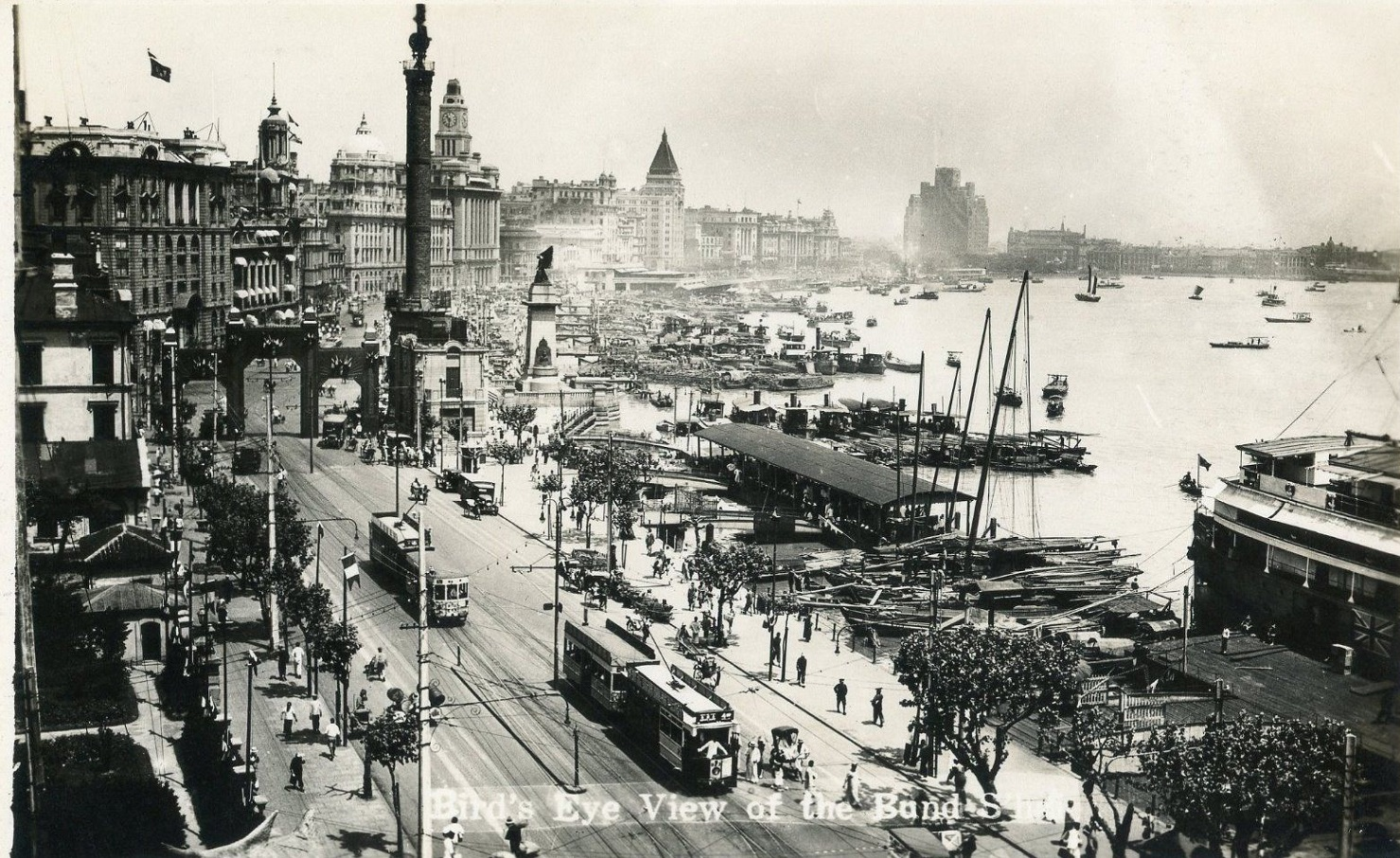
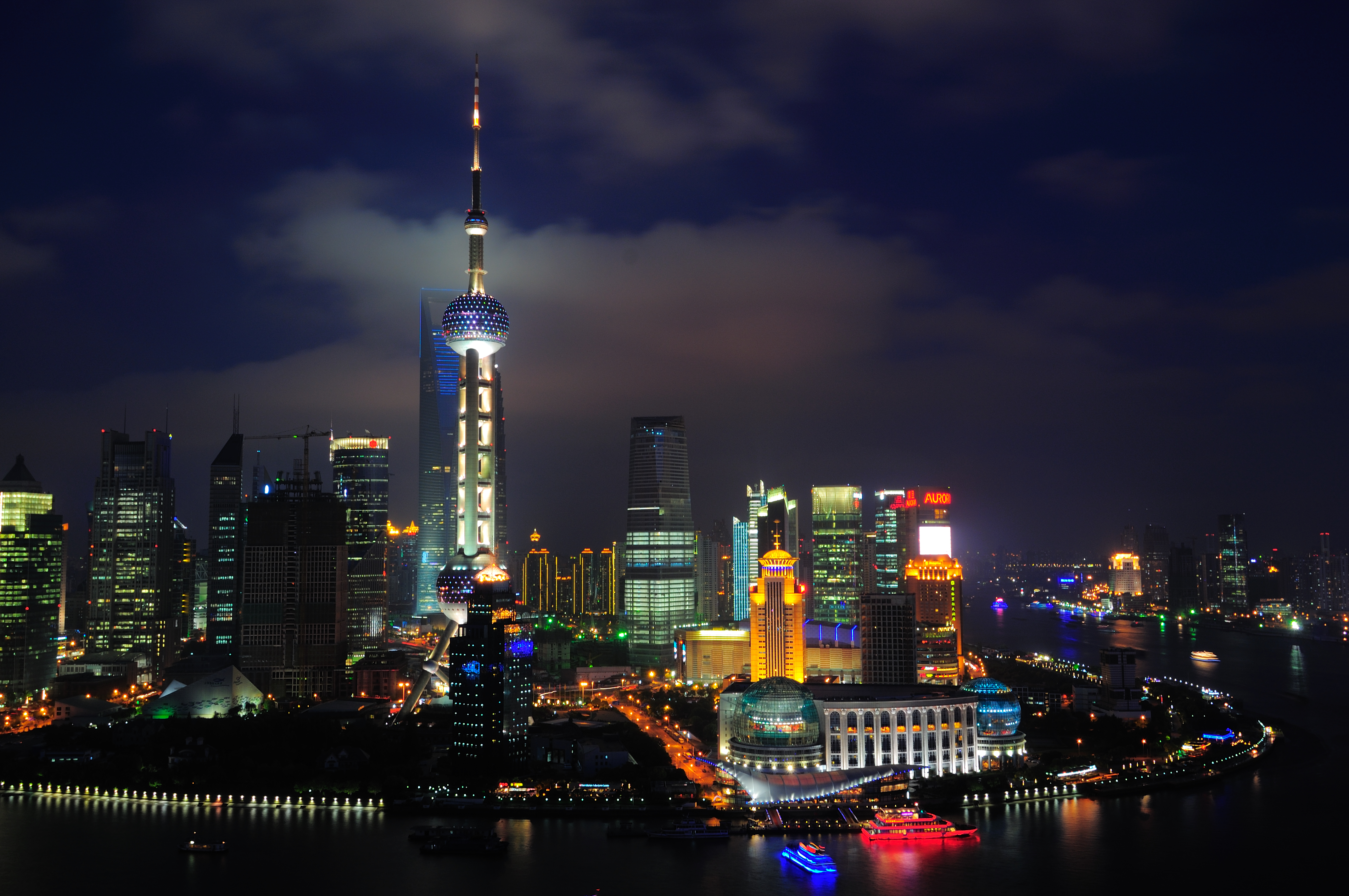

## التوأمة
- الدار البيضاء، المغرب منذ 1986.
- يوكوهاما، اليابان منذ 1973.
- خيوة، اليابان منذ 1974.
- ميلانو، إيطاليا منذ 1979.
- روتردام، هولندا منذ 1979.
- كاليفورنيا، الولايات المتحدة منذ 1979.
- محافظة أوساكا، اليابان منذ 1980.
- زغرب، كرواتيا منذ 1980.
- هامهونغ، كوريا الشمالية منذ 1982.
- مانيلا، فلبين منذ 1983.
- انتورب، بلجيكا منذ 1984.
- كراتشي، باكستان منذ 1984.
- مونتريال، كندا منذ 1985.
- شيكاغو، الولايات المتحدة منذ 1985.
- بيراوس، اليونان منذ 1985.
- بومورز، بولندا منذ 1985.
- ناغازاكي، اليابان منذ 1986.
- هامبورغ، ألمانيا منذ 1986.
- عدن، اليمن منذ 1995.

## وصلات داخلية
- العصابة الخضراء

## وصلات خارجية
- الموقع الرسمي